# Groupe de compétences en mécanique des fluides et procédés énergétiques

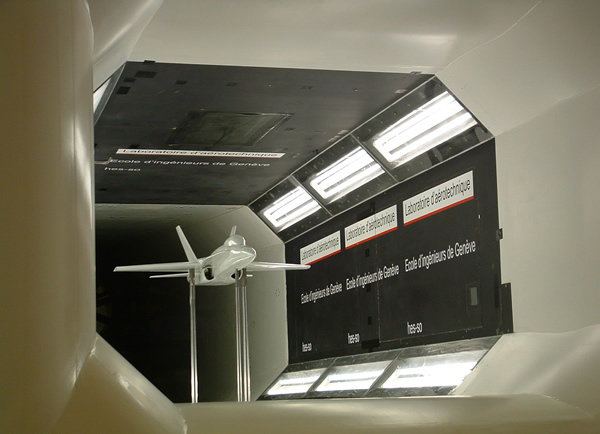
Grande soufflerie du CMEFE - Genève

Le Groupe de compétences en mécanique des fluides et procédés énergétiques (CMEFE) est un laboratoire d'aérotechnique et de soufflerie du canton de Genève. Il est rattaché à la Haute École du paysage, d'ingénierie et d'architecture de Genève (hepia).

## Histoire
Les laboratoires d'aérotechnique, des machines thermiques et d'hydraulique de l’école d'Ingénieurs de Genève, anciennement l’École des Arts et Métiers de Genève, existent depuis 1905. Ils étaient alors situés à côté de la gare Cornavin, puis à la rue de la Prairie dans le quartier des Délices (Voltaire). L'École des Arts et Métiers était alors très active dans les domaines de la thermodynamique et de l'énergétique. Marc Birkigt, fondateur de la société Hispano-Suiza et père des moteurs utilisés par les alliés pendant la première guerre mondiale, en fut l'un des premiers étudiants. Les activités de ces laboratoires étaient essentiellement orientées dans les domaines de l’aérodynamique des avions légers et des planeurs, de l'hydraulique et des moteurs.
Les travaux réalisés depuis se sont inscrits dans un domaine beaucoup plus large, puisqu'ils couvrent l'aéronautique, les fusées, les propulseurs à eau surchauffée (Pohwaro), à liquides et à poudre, le sport, les systèmes de mesure, l'aérodynamique des bâtiments, des trains et autres véhicules, diverses machines hydrauliques, des procédés industriels et la protection de l'environnement.
Depuis les années 1980, la modélisation numérique est également une part importante des développements réalisés. En 1982, un code de calcul d'écoulements supersoniques est développé, puis un code destiné aux écoulements transsoniques (1984). Depuis les années 1980 le groupe utilise également des codes du commerce.

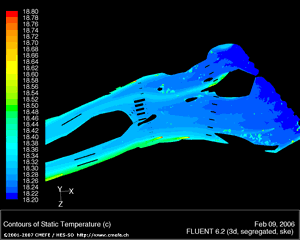
Simulation de l'écoulement du Rhône urbain (rejets thermiques)

Depuis 1987, le laboratoire est logé sous le pont Butin au Petit-Lancy dans des locaux ayant appartenu à la société Hispano. Il s’agit d’un ancien tunnel destiné initialement au passage des trains. Il a été aménagé en laboratoire et comporte aujourd’hui des installations modernes destinées à la recherche. Il s'agit notamment :
- Une soufflerie subsonique de grandes dimensions (longueur approximative de l’installation 55 mètres)
- Un local laboratoire dans lequel sont installées des souffleries subsoniques et supersoniques, ainsi que des machines-outils
- Un local d’étalonnage de balances
- Des locaux de stockage de carburant
- Des ordinateurs puissants destinés à la simulation des écoulements

En 2002, les laboratoires d'aérotechnique, d'énergétique appliquée et de machines hydrauliques ont été regroupés sous une seule entité, le CMEFE, groupe de Compétence en MÉcanique des Fluides et procédés Énergétiques.
Depuis 2010, des investissements importants en moyens de calcul et en matériels de mesure pour les souffleries ont été réalisés,. Il est actuellement un centre de mécanique des fluides appliquée reconnu en Europe,,,,.

## Images

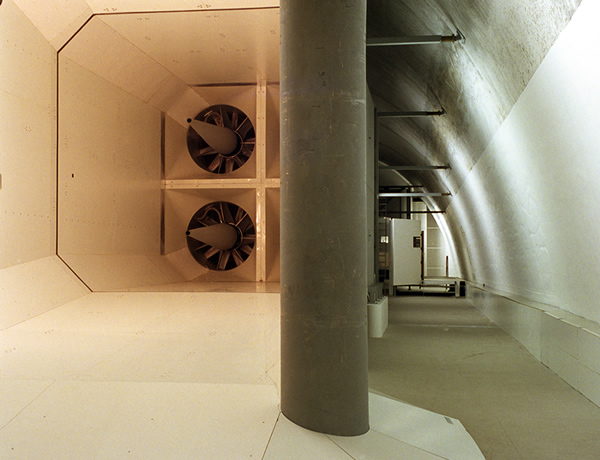
Vue des ventilateurs
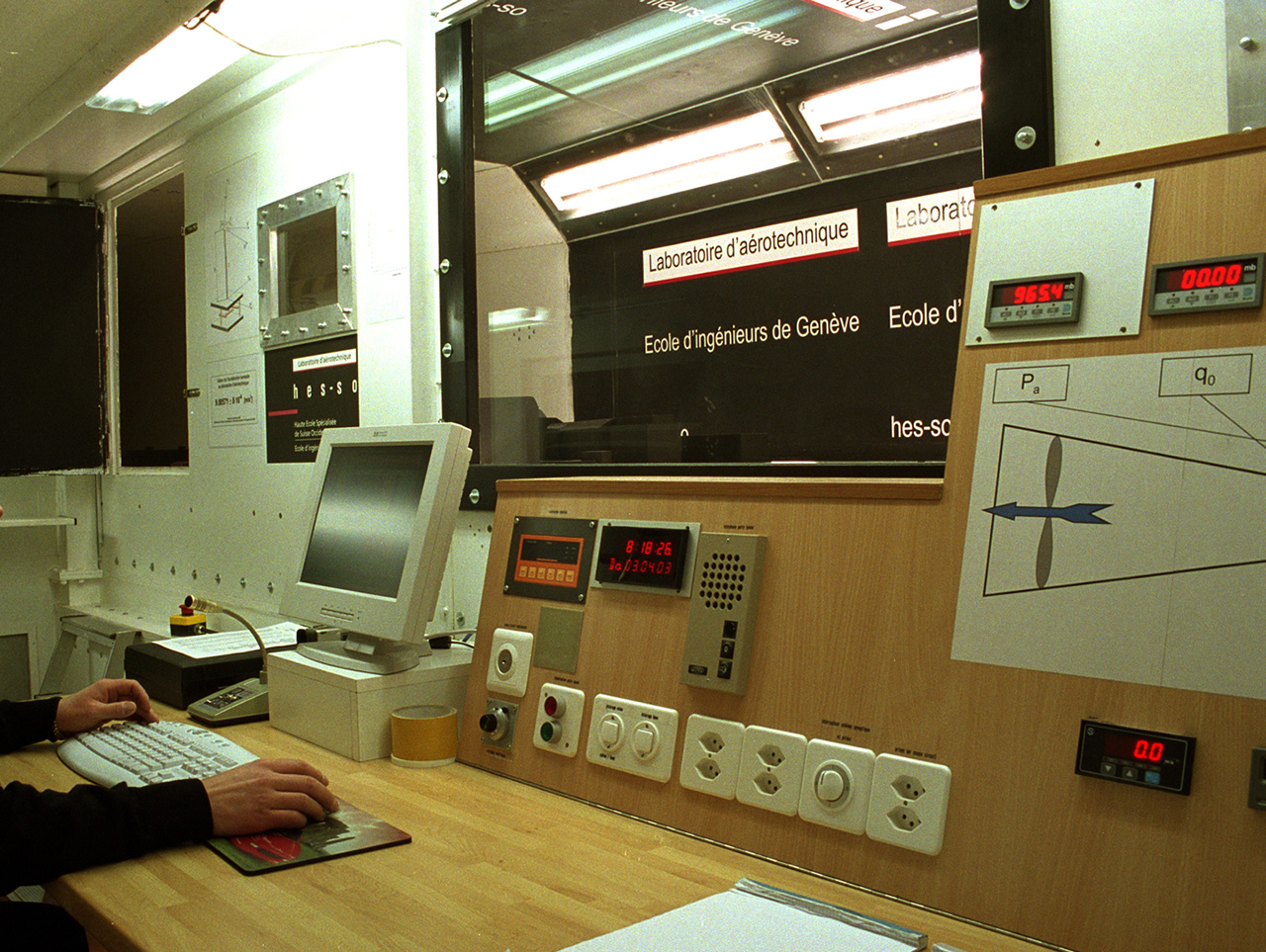
Salle de commande
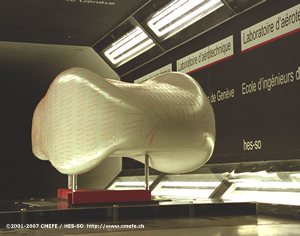
Un essai à pleine échelle
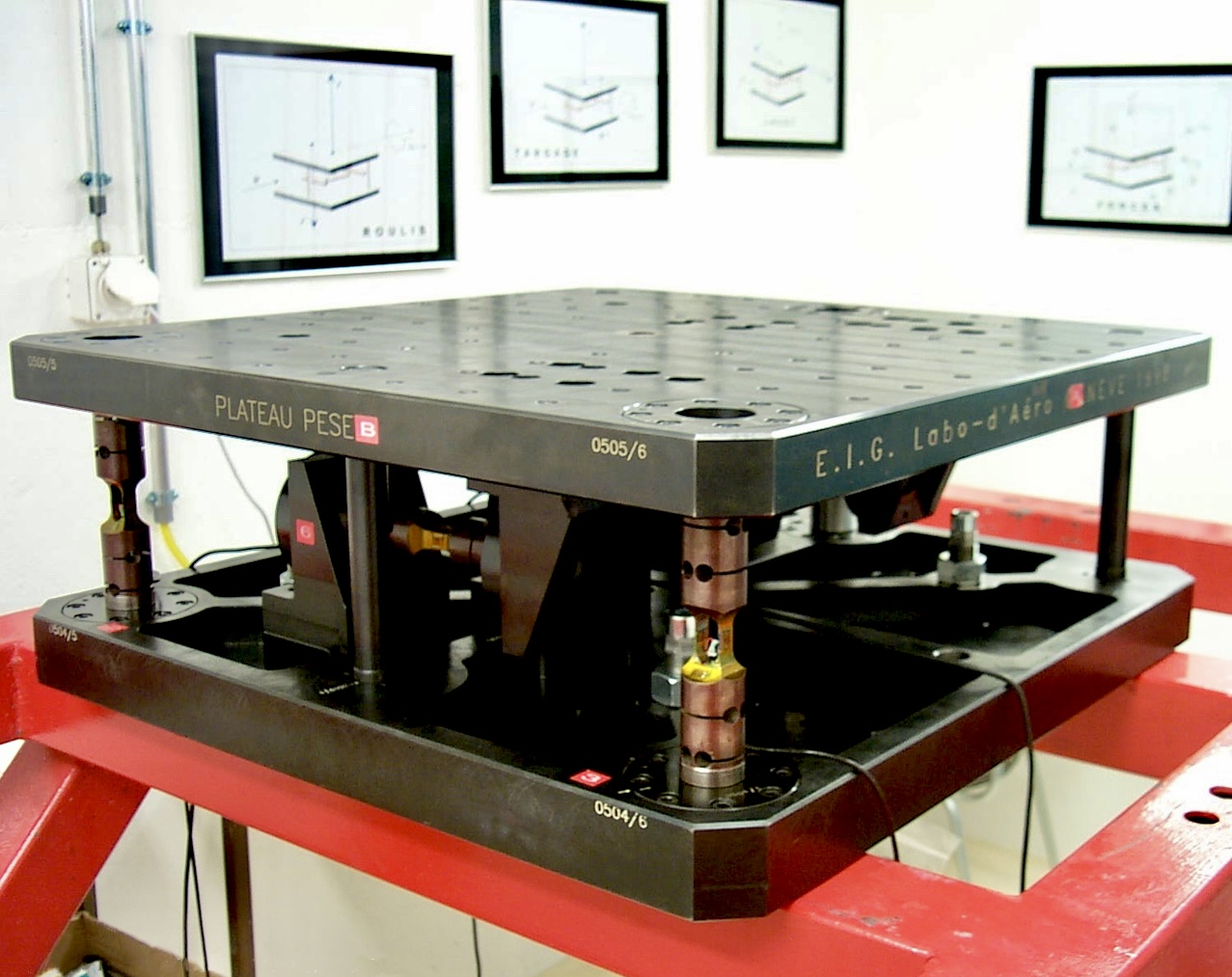
Balance à six composantes

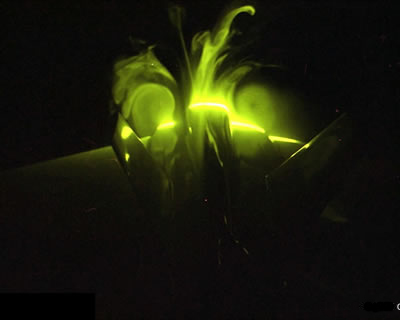
Visualisation des tourbillons d'apex
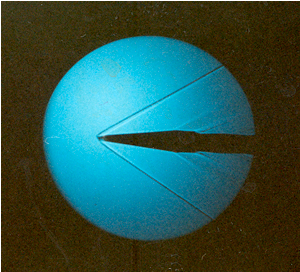
Visualisation d'un écoulement à Mach 2,4
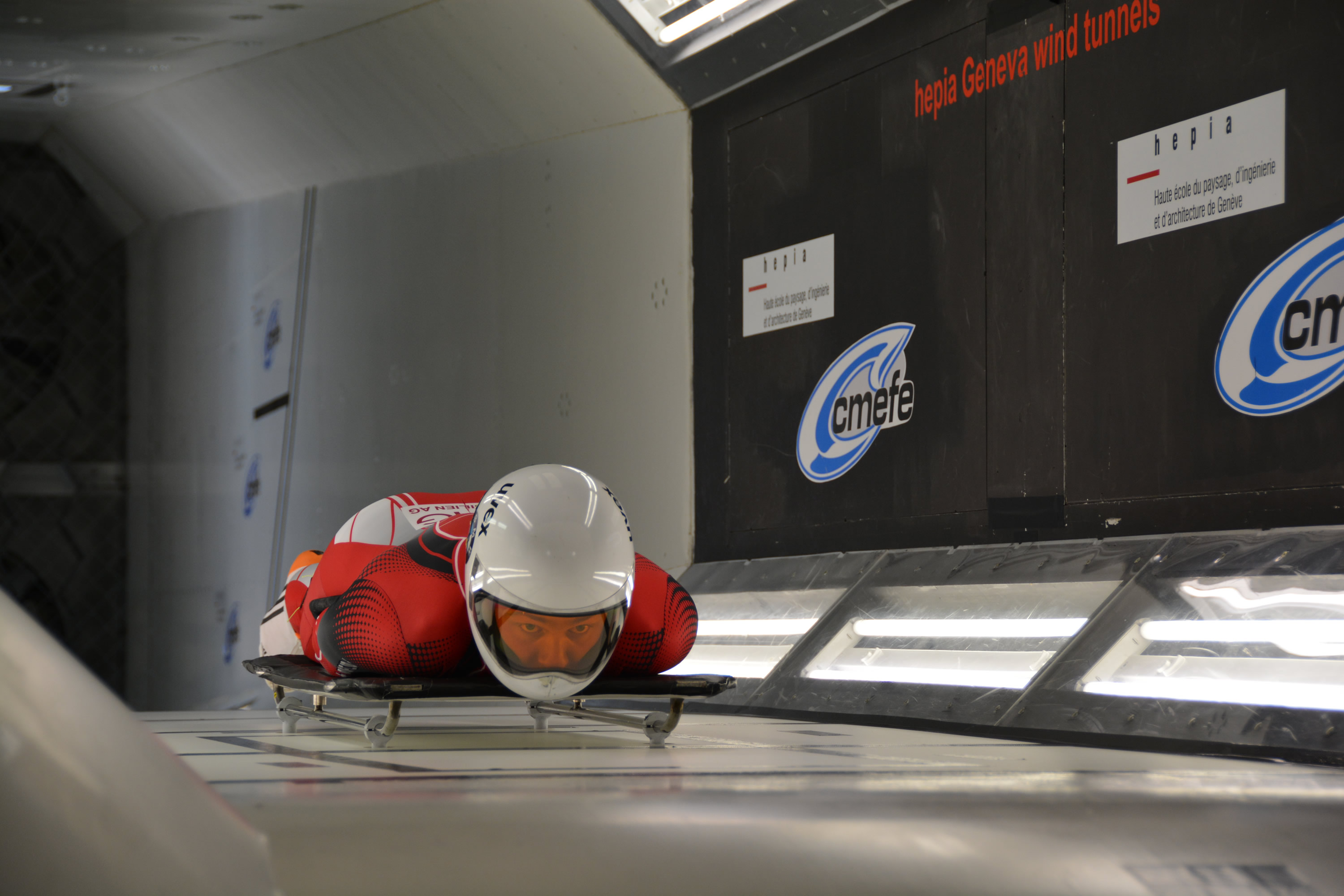
Skeleton
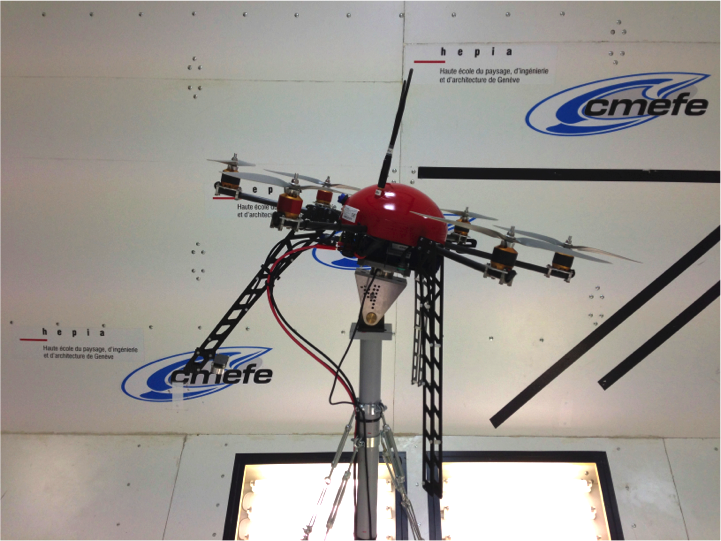
Drone hexacoptère

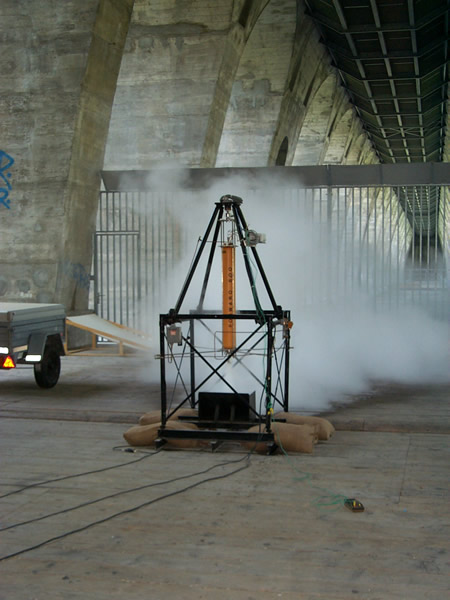
Propulseur à eau surchauffée POHWARO
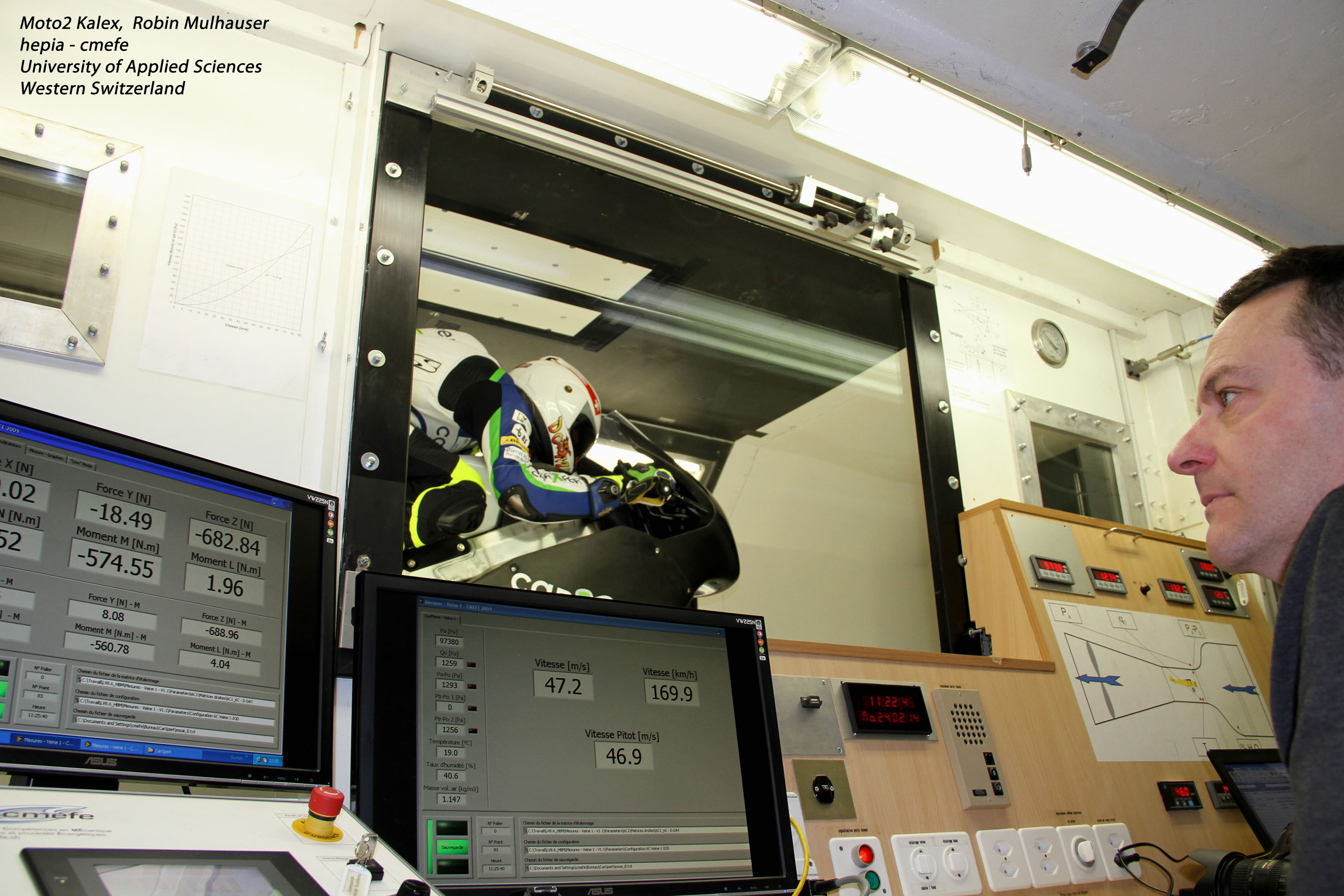
Moto2 Kalex
Simulation CFD moteur
Simulation CFD moteur

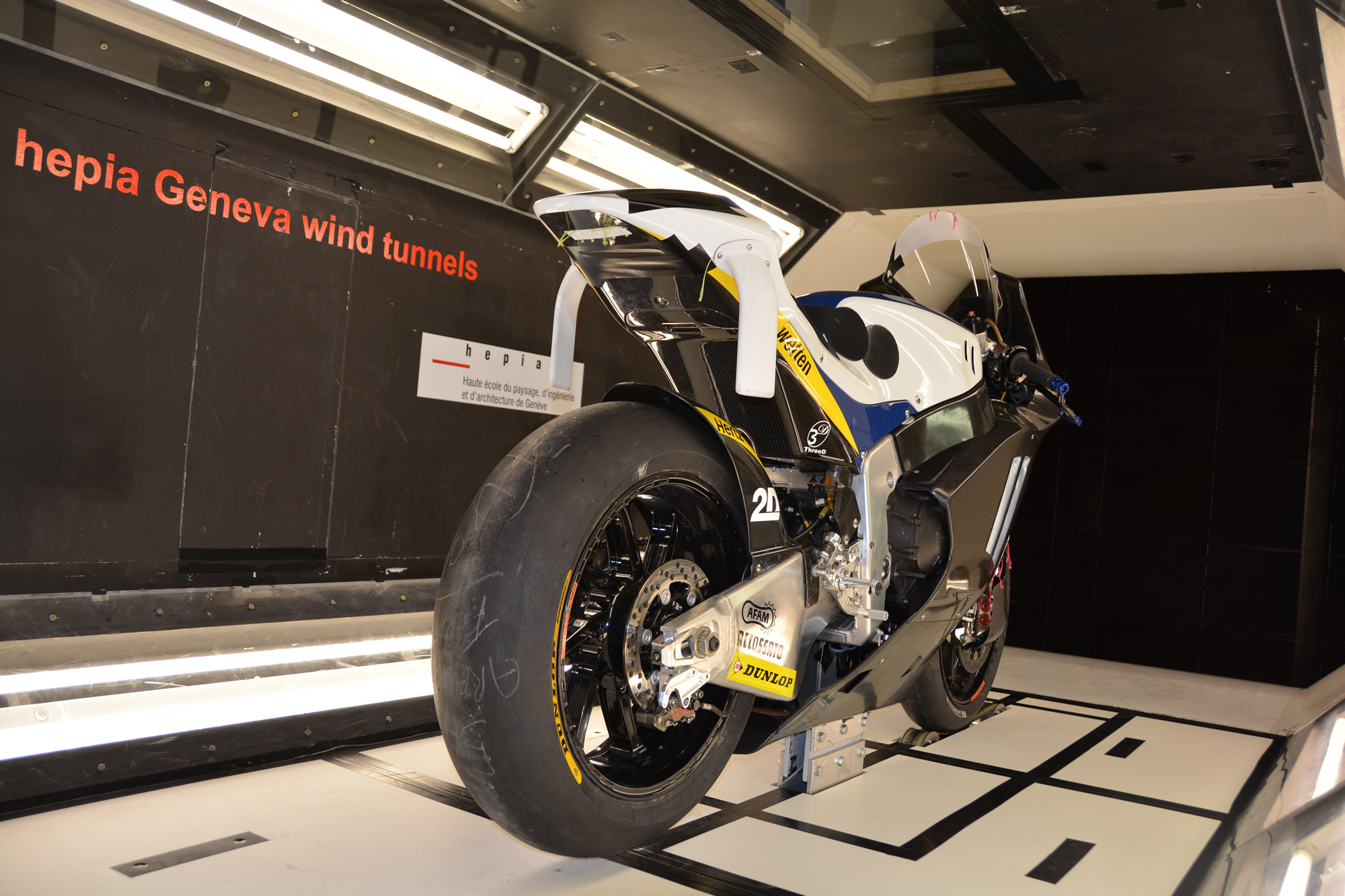
Ailes de queue hepia-cmefe pour Moto2 saison 2016
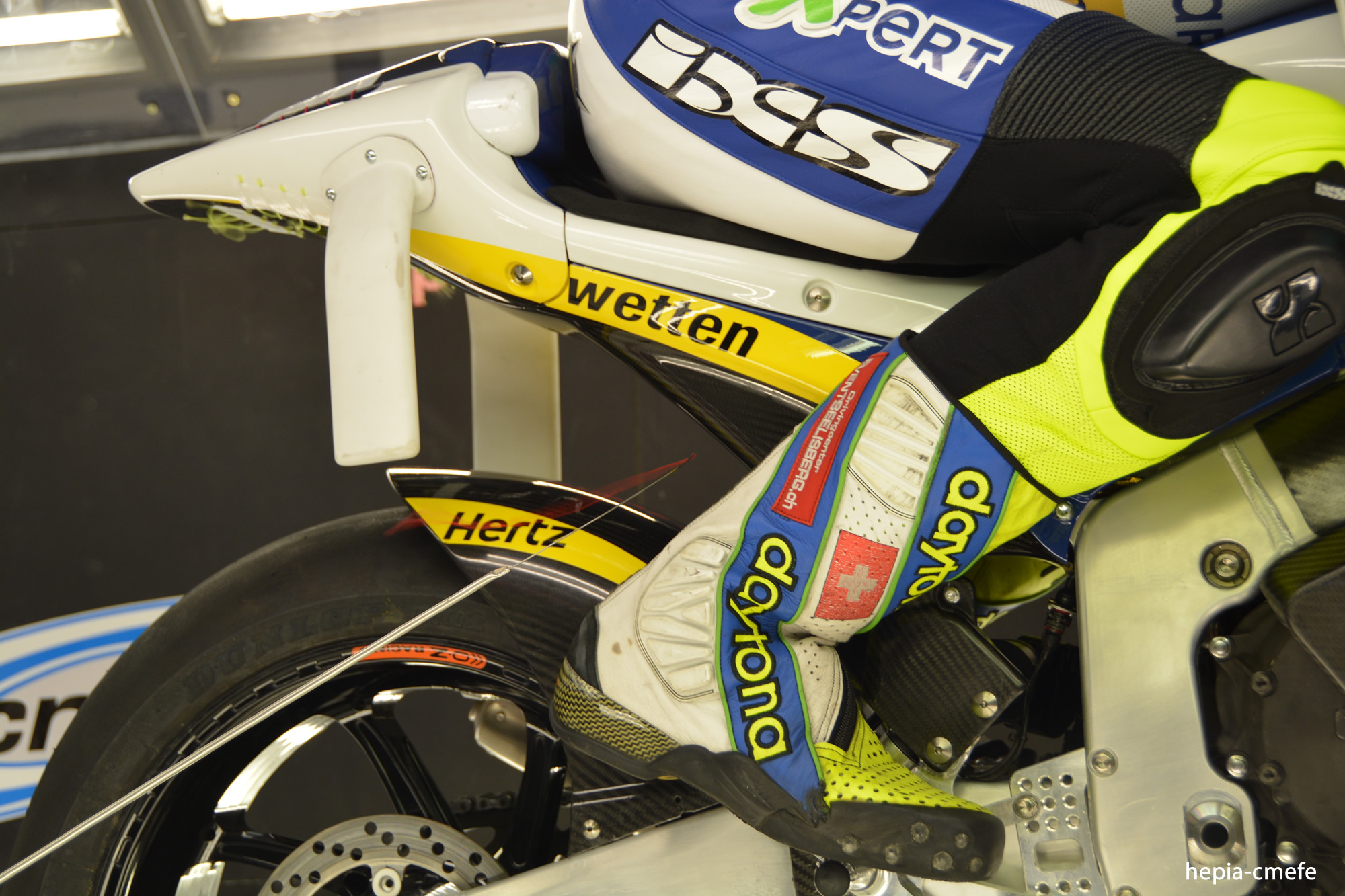
Ailes de queue hepia-cmefe permettant une réduction du sillage
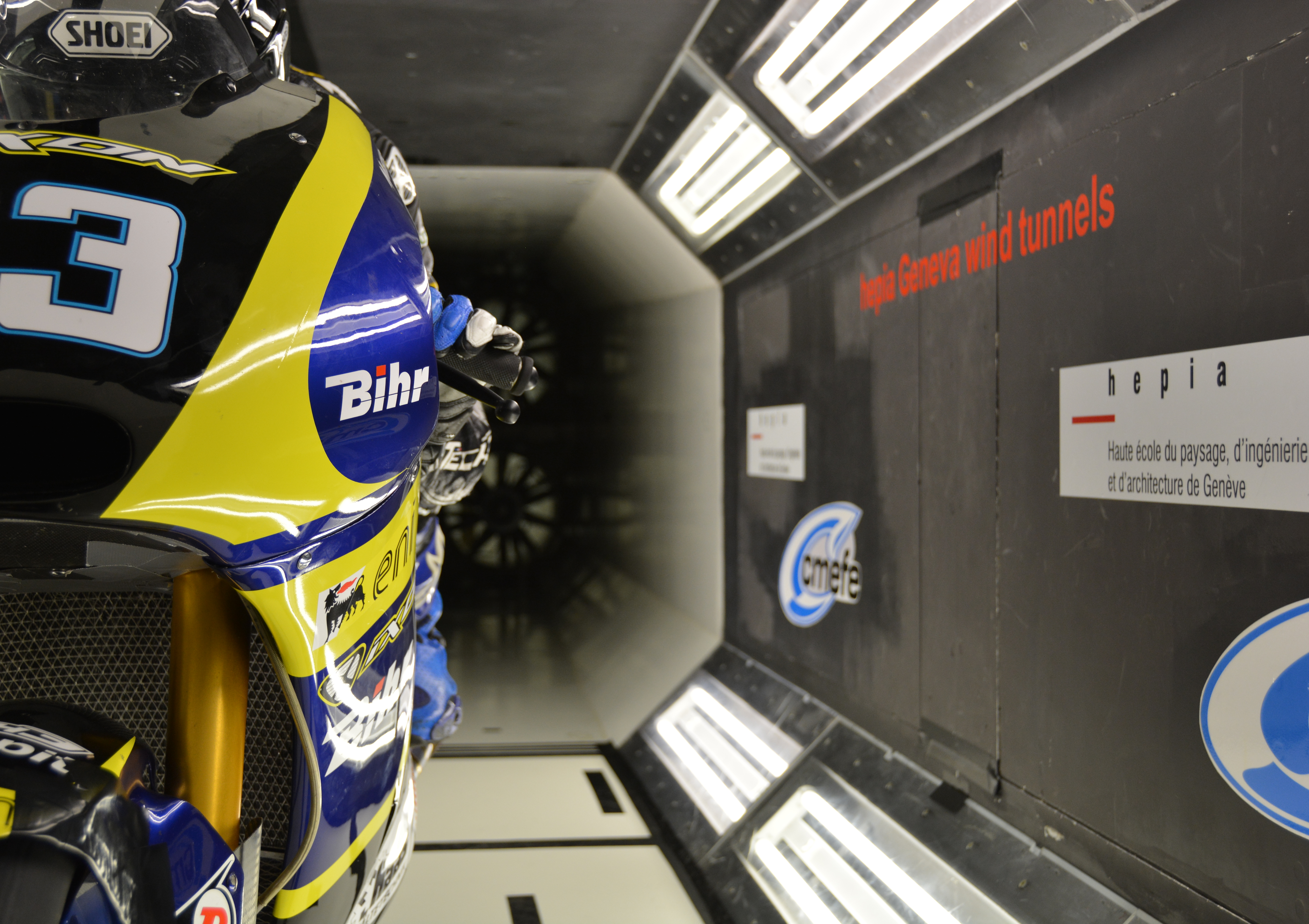
Moto2 Tech3 dans la soufflerie hepia-cmefe
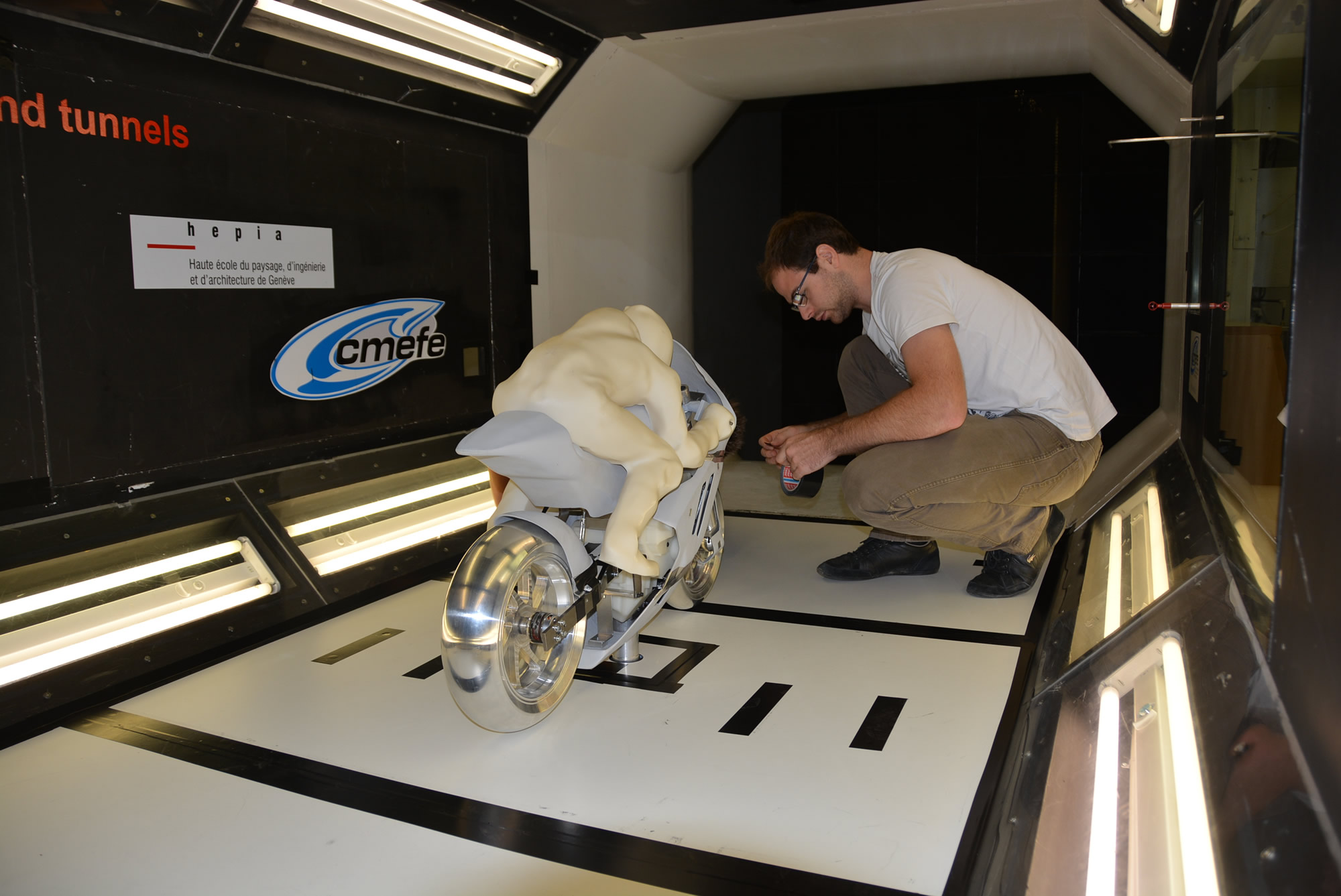
Maquette de Moto2 échelle 1:2 dans la section d'essais

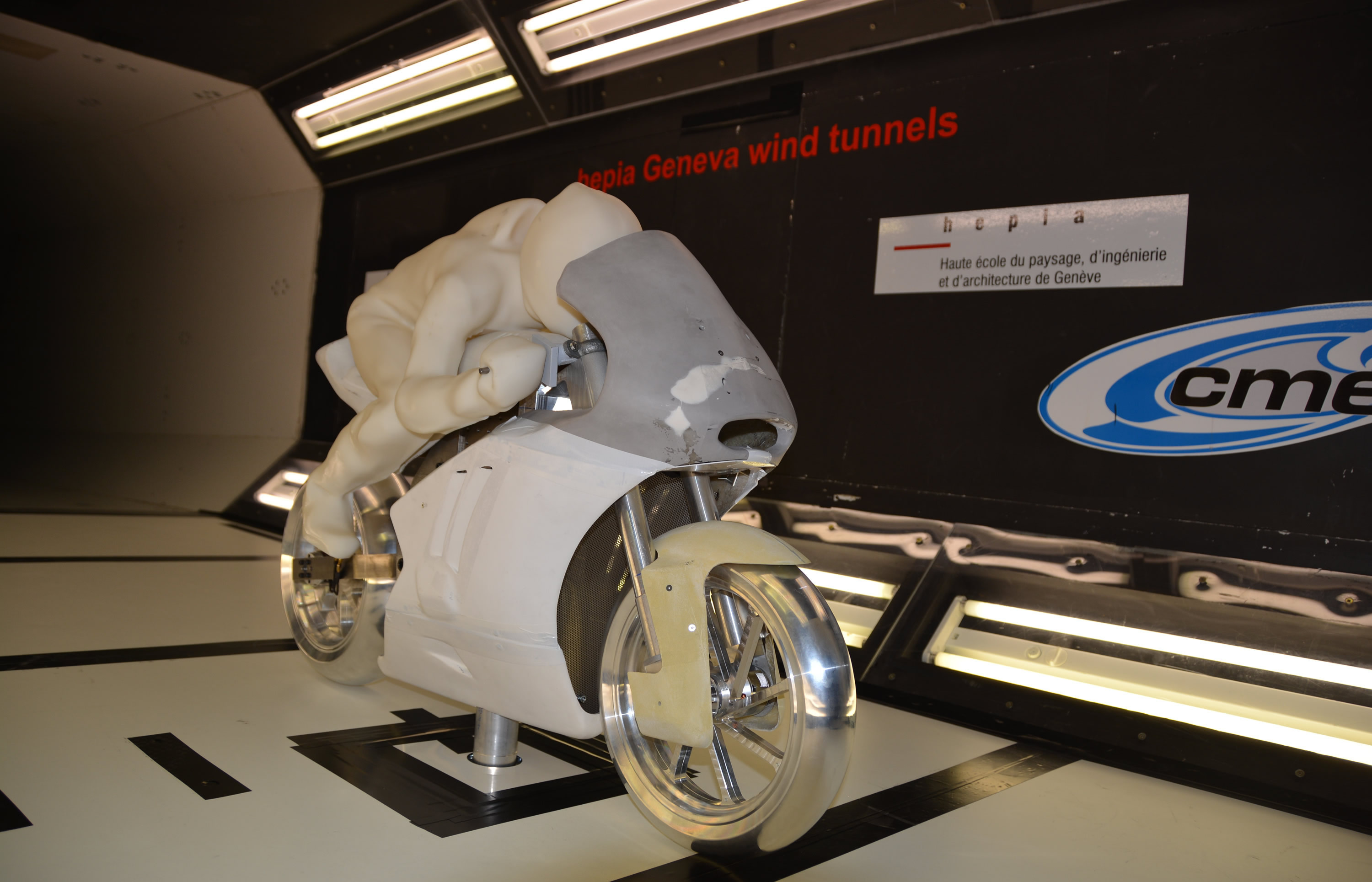
Modèle de Moto2 hepia-cmefe installé dans la section d'essais
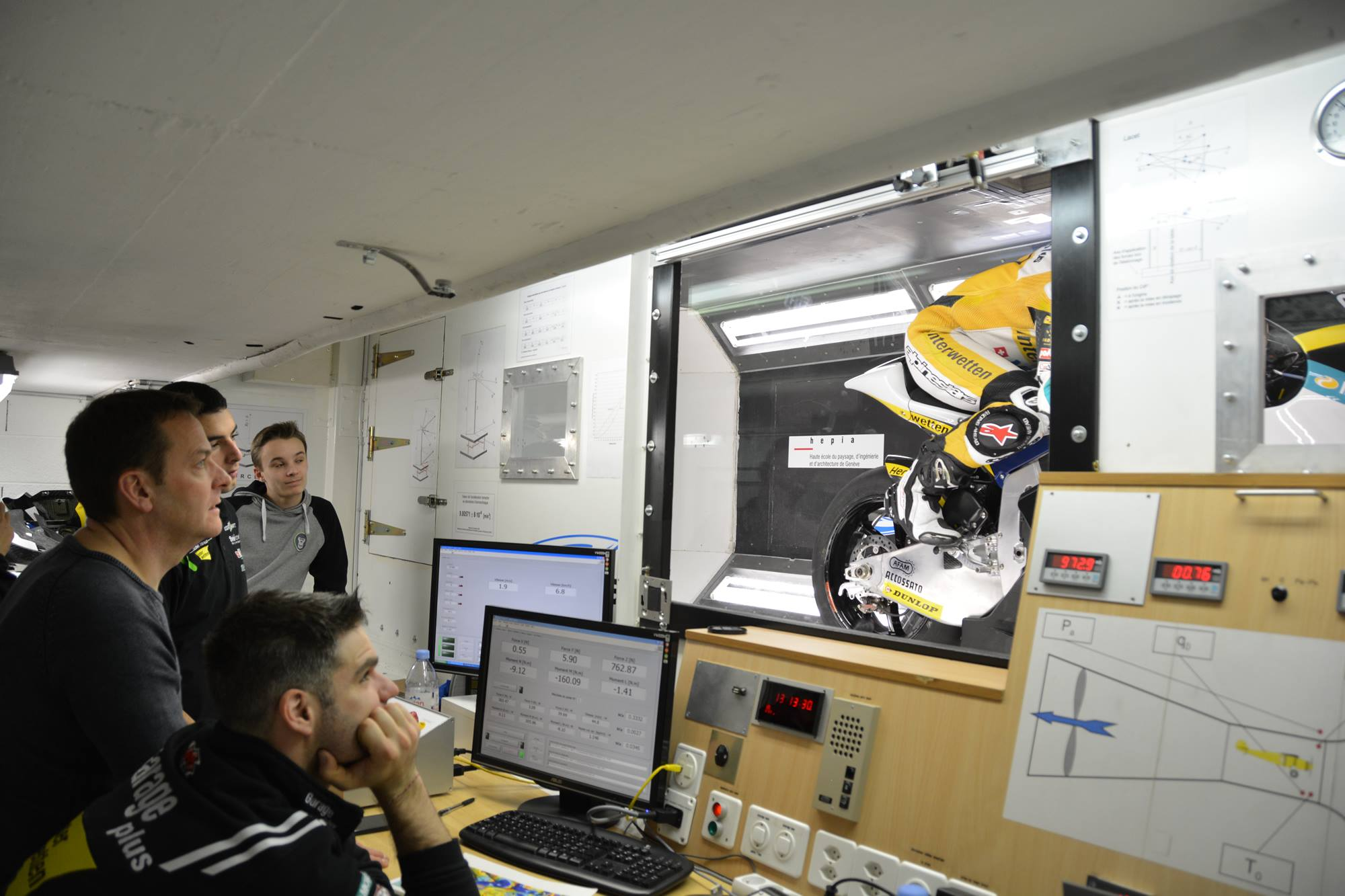
Chambre de mesure de la soufflerie hepia-cmefe
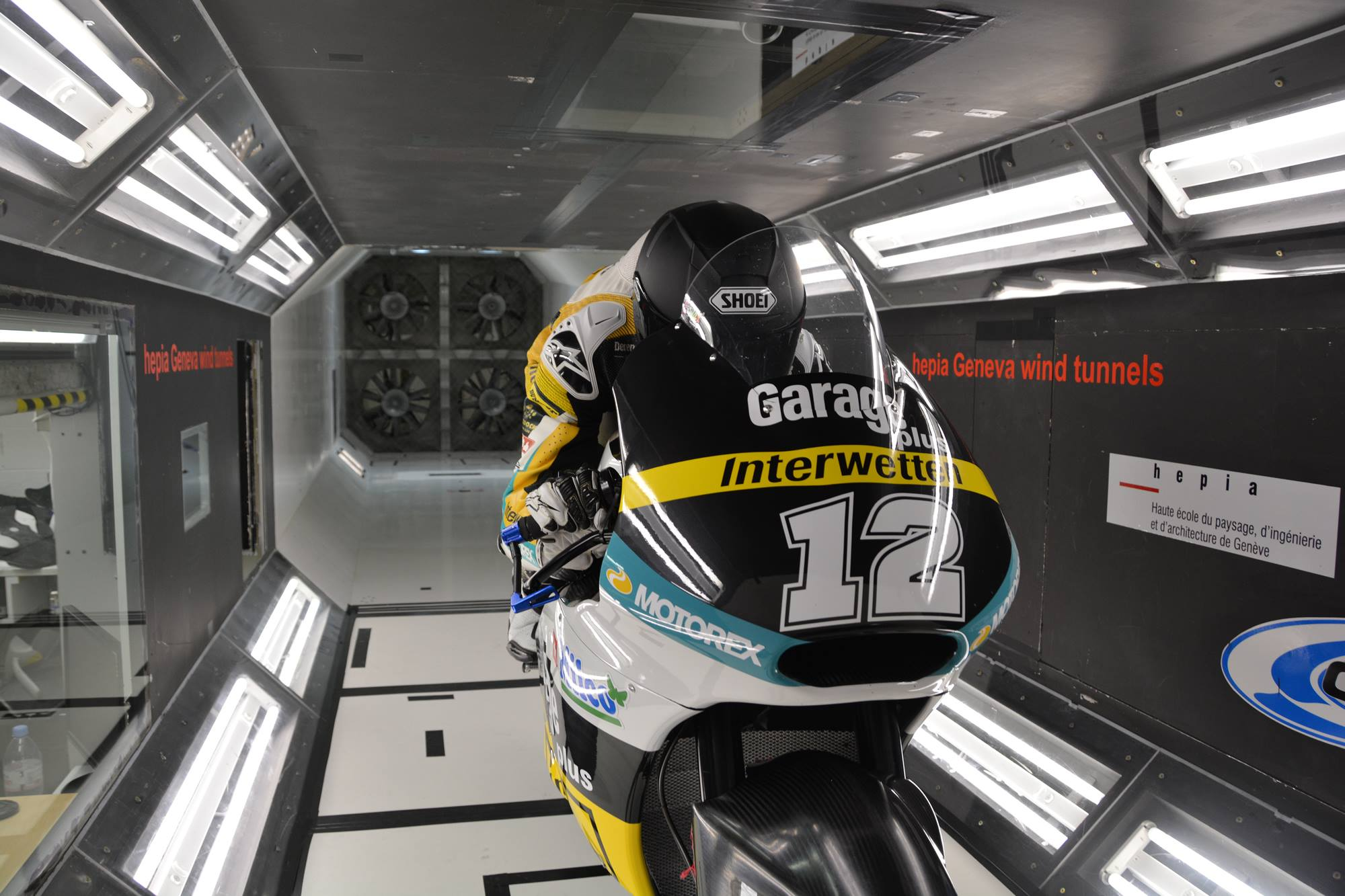
Essais sur la Moto2 Kalex de Thomas Lüthi 2016
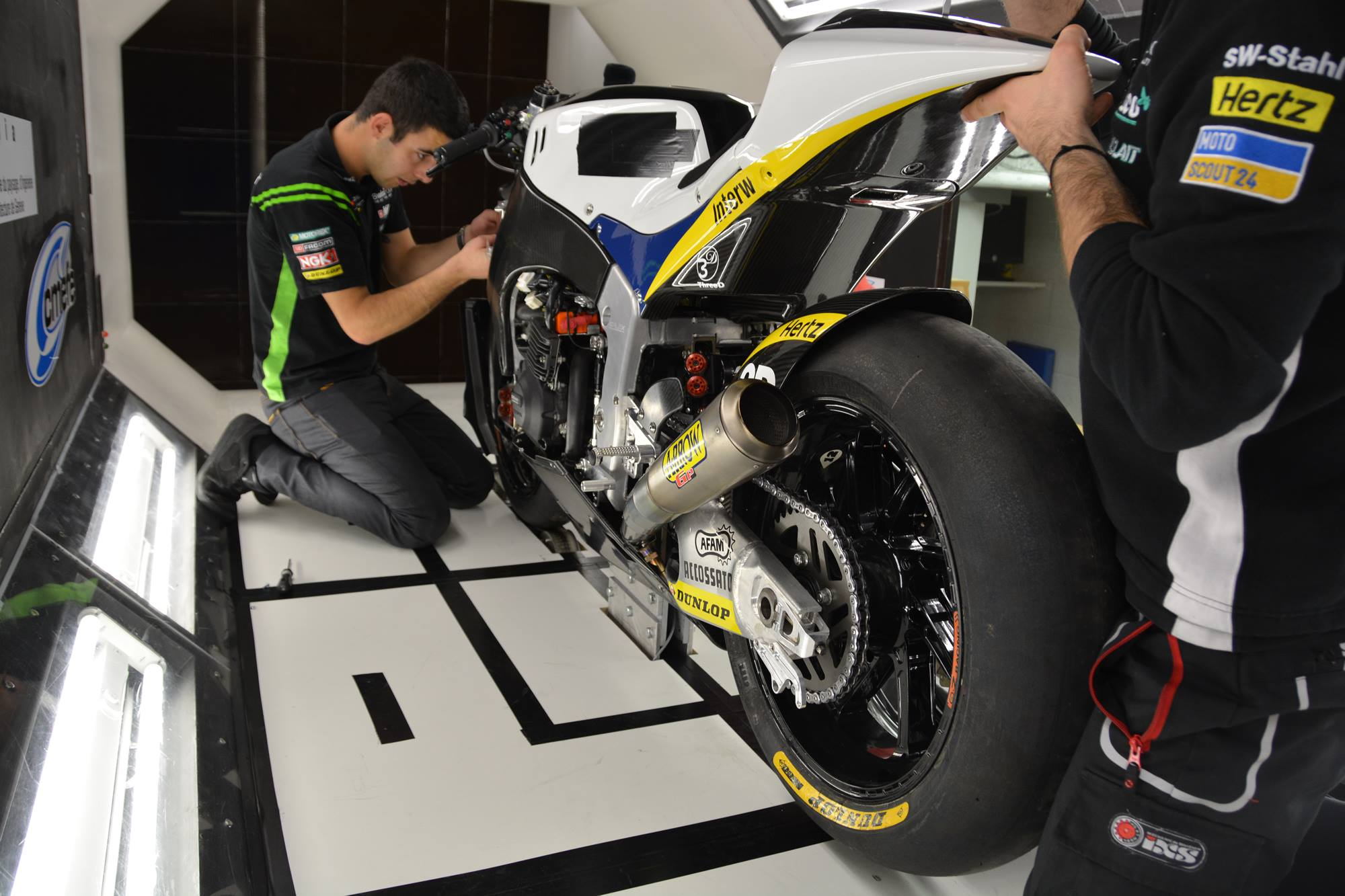
Travaux en veine d'essais sur une Moto2 Kalex 2016 - hepia-cmefe

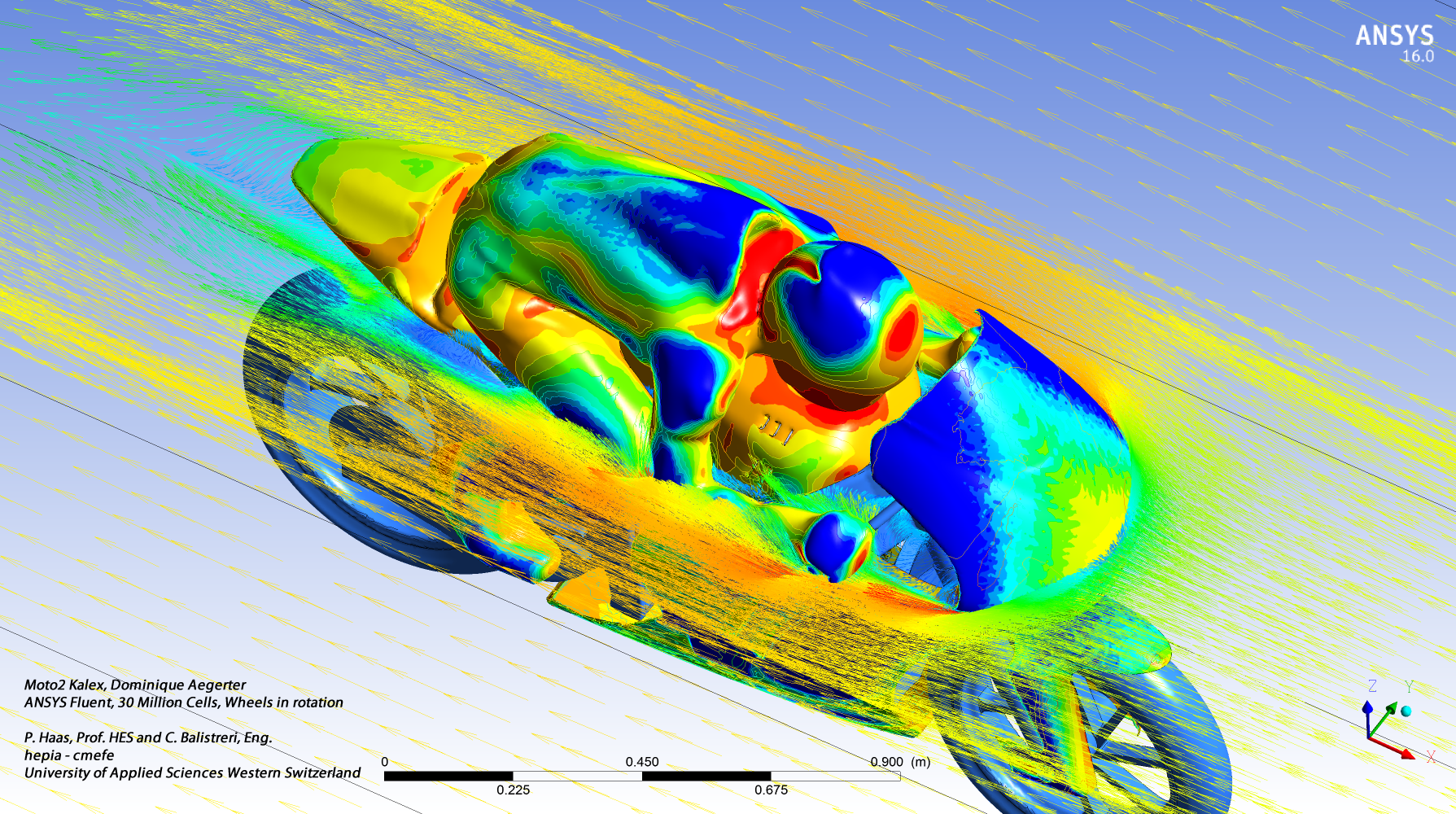
Simulation CFD d'une moto2 Kalex Dominique Aegerter
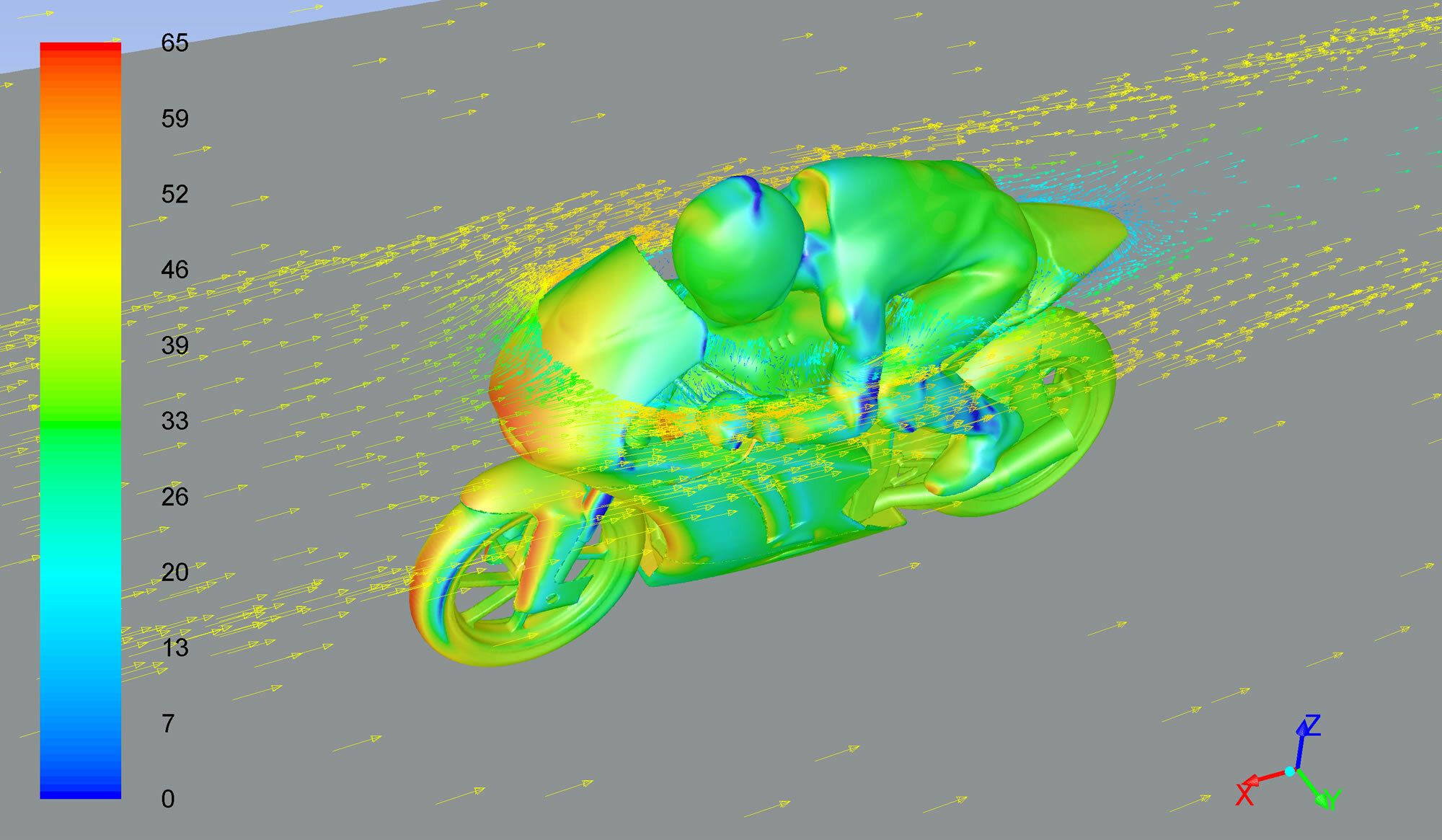
Simulation CFD d'une moto2
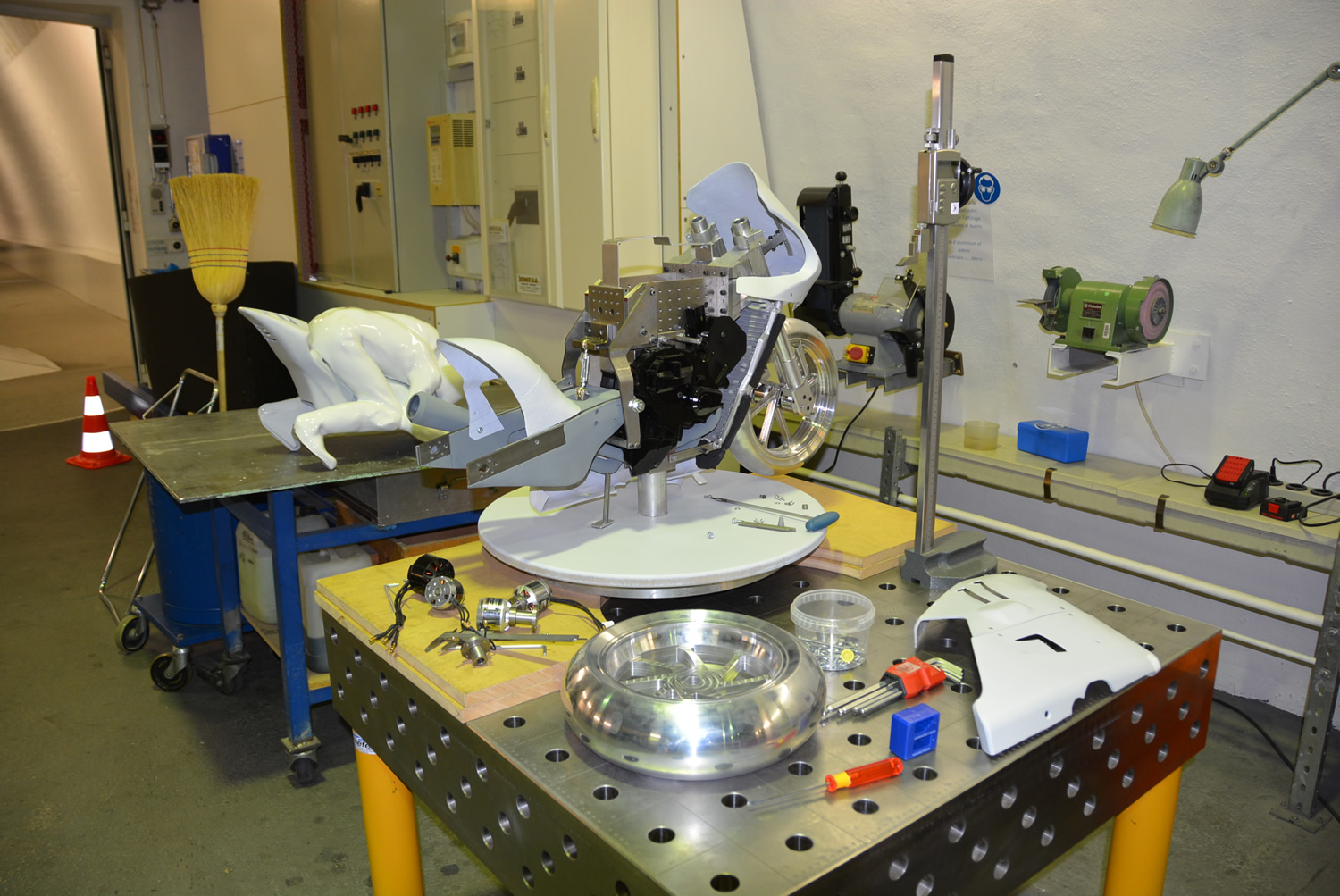
Maquette de moto2 pour soufflerie à échelle 1:2.
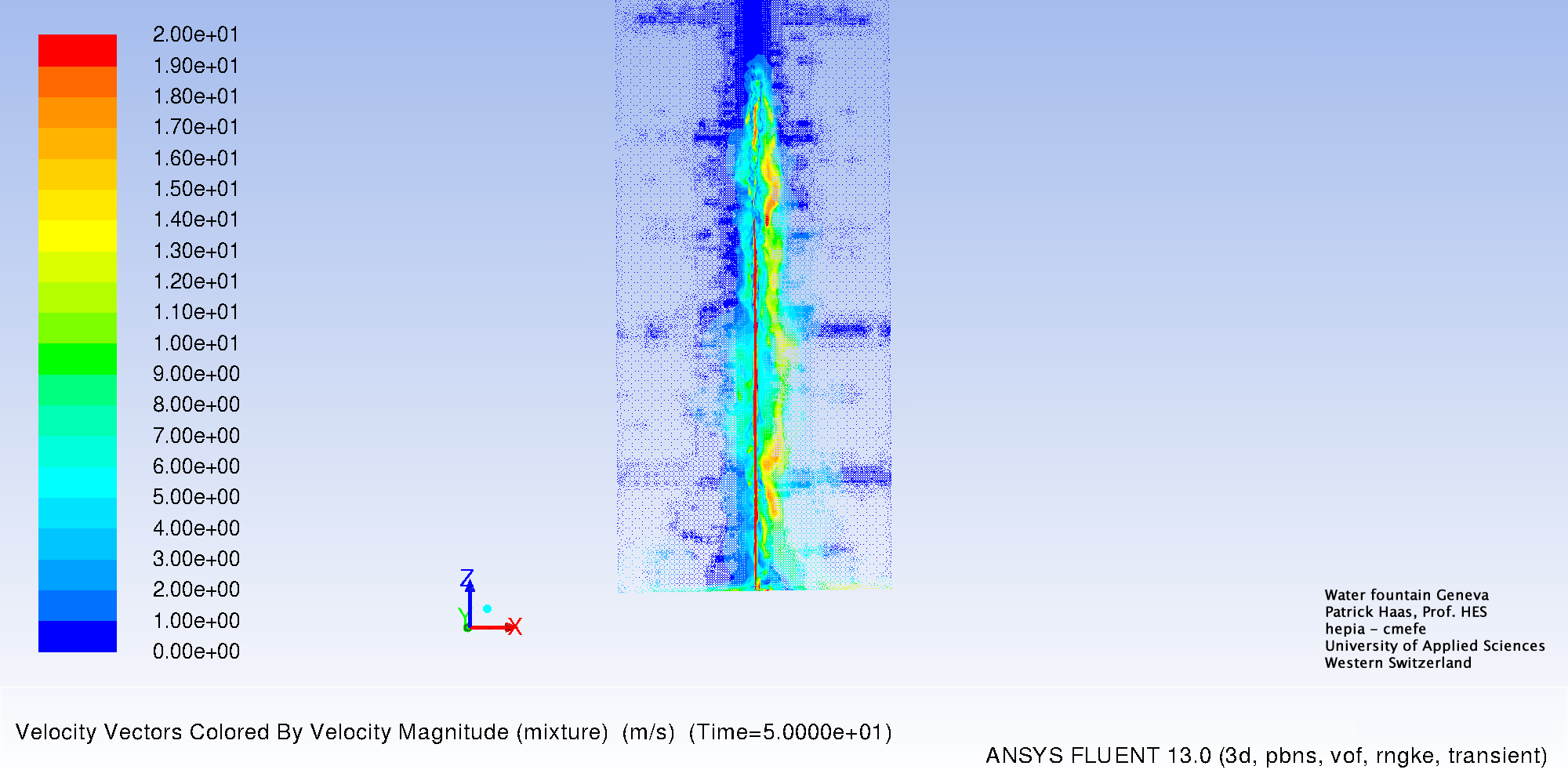
Simulation du jet d'eau de Genève

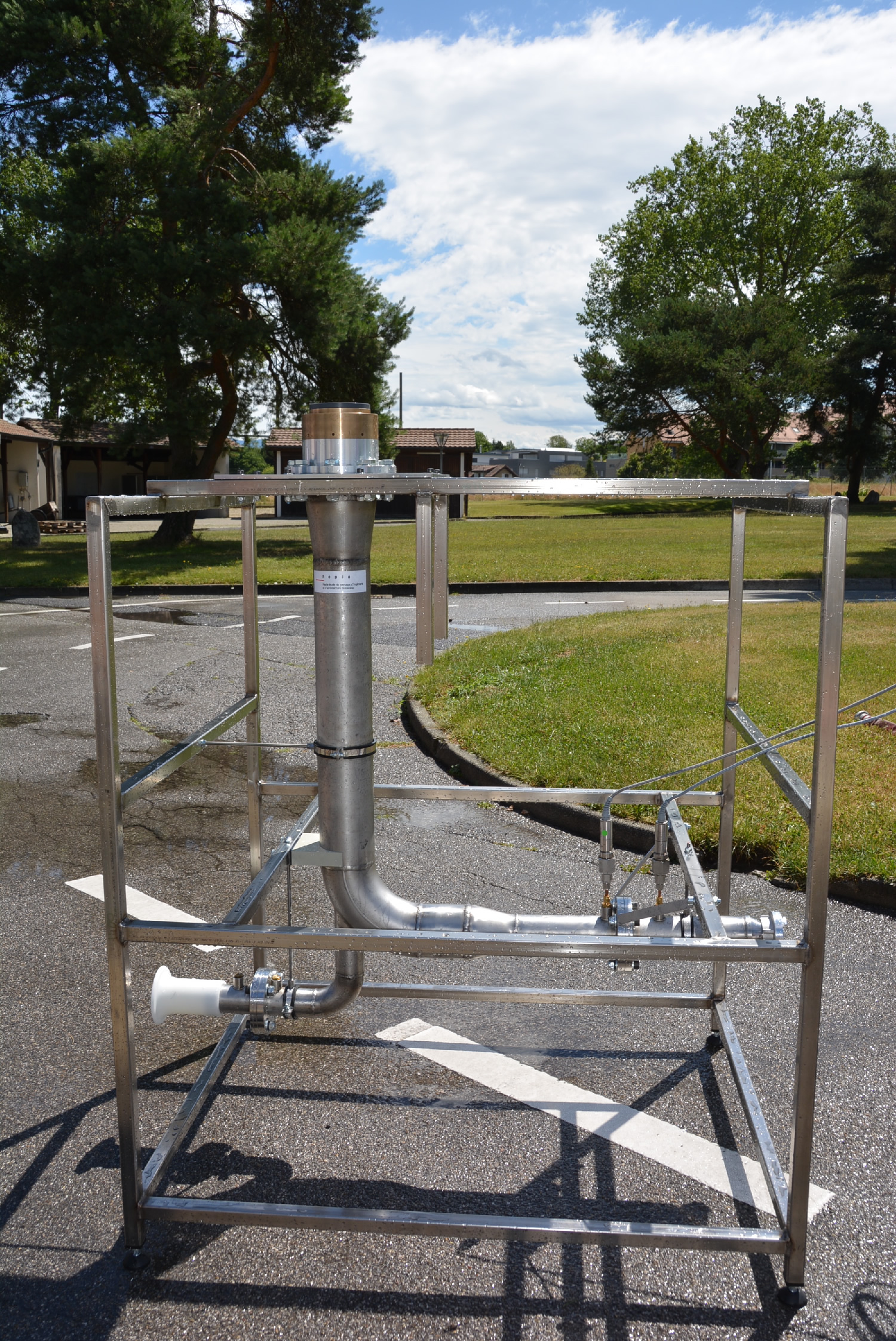
Banc d'essais pour jet d'eau. Buse prototype à section variable.
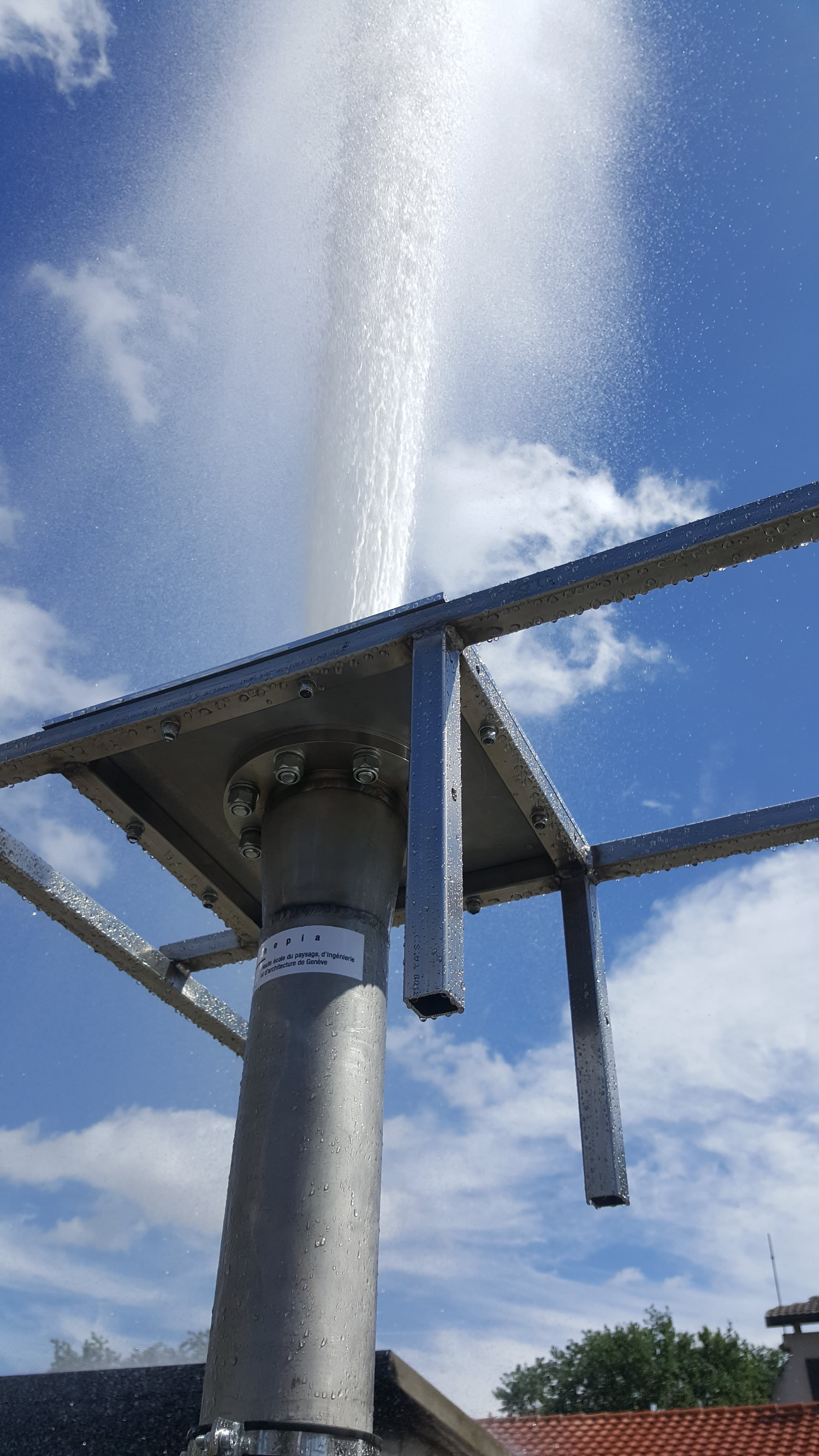
Essais à échelle réduite de jets d'eau. H = 30 m.
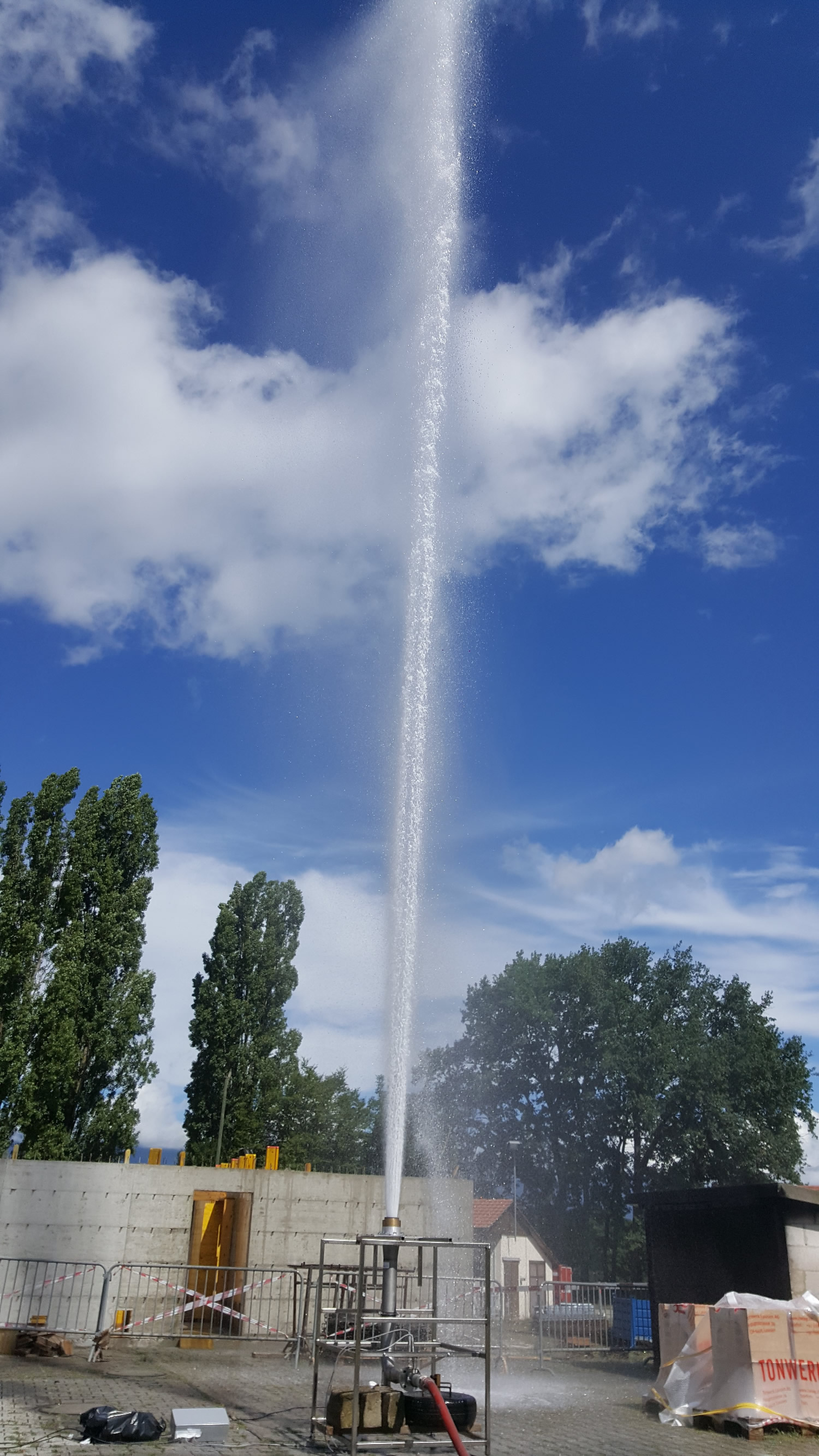
Essais à échelle réduite de jets d'eau. H = 30 m.
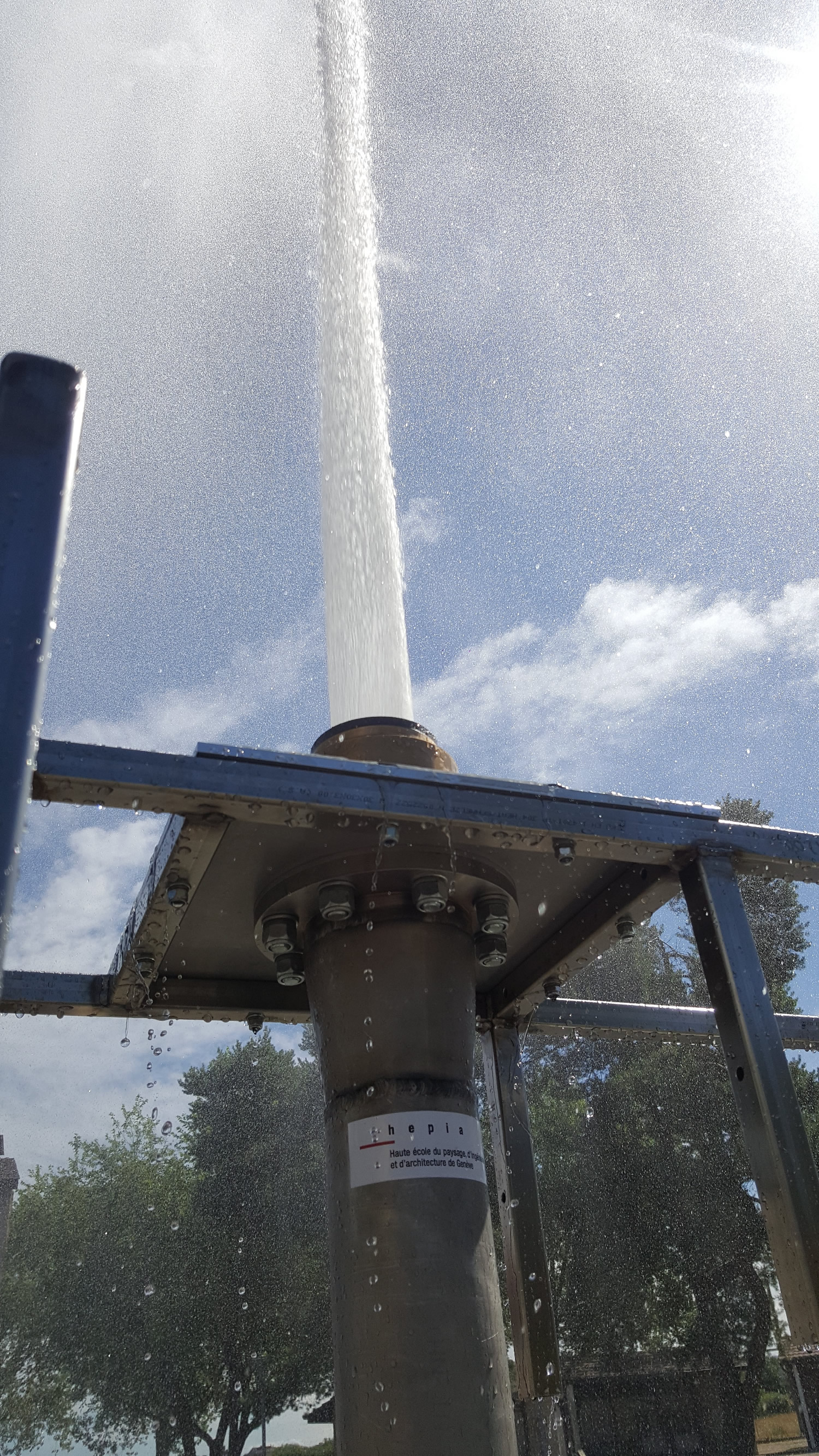
Essais à échelle réduite de jets d'eau. H = 30 m.